# Яштайкин, Илья Николаевич
Илья Николаевич Яштайкин (1 августа 1882 или 20 июля [1 августа] 1882, Шумшеваши, Казанская губерния — 29 ноября 1966 или 20 ноября 1966, Переделкино, Московская область) — учитель, языковед, организатор образования, кандидат филологических наук.
Окончил историко-филологический факультет Варшавского императорского университета (1912), там же высшие педагогические курсы (1913). Работал учителем в Астраханском реальном училище (1913—1914), Ленкоранской мужской гимназии (1914—1918), директором Красночетайской учительской семинарии (1918—1920). Первый зав. Чувашского областного отдела народного образования (1920—1922), ректор Симбирского чувашского педагогического института и зав. сельскохозяйственным техникумом при нём (1922—1924), управляющий Рабоче-крестьянской инспекции Чувашской обл. (1924), зам. наркома РКИ (1925—1926), управляющий делами СНК и ЦИК Чувашской АССР, председатель Чебоксарского районного исполкома (1927-28), зам. представителя Чуваш. АССР во Всесоюзном ЦИКе (1929—1930), учёный секретарь ВЦИК (1930—1935), инструктор Президиума ВЦИК (1935—1938), учитель русского языка средней школы № 610 (Москва, 1939—1941), завуч и директор сред. школы, зав. РОНО, учитель средней школы в Красночетайском р-не (1941—1946), преподаватель Ядринского педагогического училища (1946—1949, 1952—1955), преподаватель и зав. кафедрой языка и литературы Канашского учительского института (1949—1952), преподаватель игры на чувашских гуслях в Чебоксарском музыкальном училище (1957). Автор самоучителя игры на чувашских гуслях, учебника русского языка (синтаксис) для чувашских детей. Заслуженный учитель школы Чувашской АССР (1944).

## Биография

### Ранние годы
Родился в чувашской деревне Шумшеваши Курмышского уезда, расположенной в 100 км до ближайшей железнодорожной станции Ибреси.
Родители были маломощными крестьянами, с детства мальчик приучился трудиться вместе с отцом, но когда Илье было 9 лет, отец умер, после этого мальчик стал помощником матери в хозяйстве. В 1894 году пошёл учиться в Пандиковскую школу, открытую в 1870 г. И. Н. Ульяновым. Вскоре он стал одним из лучших учеников, школу окончил с Похвальной грамотой. Последующие 3 года учился в Красночетайской школе, затем 4 года в учительской семинарии в Пензенской губернии, и 2 года в Симбирской духовной семинарии. В годы учёбы примером ему были умные педагоги, ему тоже хотелось быть таким человеком. В 1908 году Илья Яштайкин поступил на историко-филологический факультет Варшавского университета. Через 4 года он окончил университет, получил диплом I степени со званием кандидата филологических наук.

### Трудовая деятельность
Учитель Астраханского реального училища (1913—1914). С 1914 по 1918 год работал в Ленкоранской мужской гимназии учителем русского языка и литературы.

##### Красные Четаи Курмышского уезда
В октябре 1918 года в Красных Четаях Курмышского уезда собрание представителей местных властей Курмышского уездного комитета граждан постановило открыть учительскую семинарию. Уездный и волостной центры изыскали нужные средства. Местные органы вышли с ходатайством в Казанский Чувашский отдел культуры и просвещения об утверждении в должности директора семинарии Яштайкина И. Н.
В ответ на телеграмму И. Н. Яштайкин ответил согласием и вскоре с семьёй приехал в Красные Четаи. После утверждения в должности Симбирским губернским отделом народного образования он организовал ремонт учебного здания, представил в Москву смету на содержание семинарии на вторую половину 1918 года, подобрал преподавателей: математик В. И. Захаров, окончивший Юрьевский университет, М. И. Коновачов, З. С. Троицкая, Е. А. Яштайкина, П. М. Максимов, К. А. Шапилова, К. А. Шестаков, Троицкий, А.Скоморовская, А. И. Сазонов, Гульбис и директор — председатель педсовета И. Н. Яштайкии.
С заявлением о приёме на учёбу обратилось более 100 человек, после вступительных экзаменов было зачислено 30 человек. На общем собрании учащихся и преподавателей организовали комиссию по делам воспитанников и ревкомиссию, родительский комитет из 5 человек, его председатель наделялся правом члена педсовета, в состав педсовета включали двух учащихся.
Вскоре был подготовлен и утверждён Устав семинарии, чётко по твёрдому расписанию проводились уроки и внеурочные мероприятия. Нужными приборами оснастили метеостанцию, велись астрономические наблюдения, установили связь с Главной Николаевской обсерваторией. Наладили работу драмкружка и кружка изящной словесности, выпускали ежемесячный рукописный журнал «Семинарист», учащихся вовлекли в сбор фольклорного материала и предметов народного быта для музея.
В новом учебном году обогатились физический и другие предметные кабинеты. Купили астрономическую трубу-телескоп за 18000 рублей, книги на 20000 рублей, пишущую машинку и другие нужные принадлежности. Семинария запаслась достаточным количеством дров. Вскоре Илья Николаевич выхлопотал ещё 68000 рублей, всегда был в хорошем контакте с населением и родителями. При его большом старании осуществили полный ремонт зданий семинарии, часть работ выполнили бесплатно, другую часть в долг, который впоследствии был погашен.
В 1919—1920 учебном году занятия в группах велись по 48-часовой программе трёхгодичных педагогических курсов. В учебном плане значились уроки психологии, истории социализма и коммунизма, педагогики. Отечественной истории, иностранных языков, библиотековедения, гигиены, детской литературы, музыки и других общеобразовательных предметов. Нелегко было учиться, когда ещё многие слабо владели русской речью, но общими усилиями трудности преодолевались.
В 1920 году полностью перешли на программы трёхгодичных педагогических курсов. К 1 сентября был утверждён список учащихся, назначены стипендии, семинария обеспечена топливом, из Чебоксар в достаточном количестве был доставлен осветительный керосин.
Состав преподавателей изменился, кто-то в другие школы и учебные заведения перешёл, вновь прибыли П.Сыромятников после Казанского восточного пединститута, B.C.Разумов после того же института, В. З. Захаров — выпускник Симбирской чувашской школы и Петербургской духовной академии, Н. Д. Дмитриев, окончивший Казанский пединститут.
Коллектив семинарии работал в тесной связи с другими школами в прилегающих к Красным Четаям селениям. Семинаристы проходили практику, учились проводить уроки по всем предметам начальной школы. Практиковалось проведение методических мероприятий с участием учителей сельских школ. Больших усилий требовала работа по ликвидации безграмотности среди взрослого населения. Илья Николаевич был назначен членом уездной Чрезвычайной комиссии по ликвидации безграмотности.
В тяжёлые годы гражданской войны в селе Красные Четаи был открыт «Народный дом», из активистов было избрано его правление, председателем правления избрали И. Н. Яштайкина. В деревнях открывались филиалы «Народного дома» — избы-читальни. В них проводились собрания граждан, читки газет «Беднота», «Голос трудового крестьянства», «Канаш» и других изданий. Проводились доклады, в горячих спорах выяснялись отдельные жизненно важные вопросы. Семинаристы выходили в народ со своей концертной программой, где участвовали певцы, чтецы, группа исполнителей на народных музыкальных инструментах, вместе с ними и И. Н. Яштайкин восхищал зрителей замечательной игрой на чувашских гуслях.
В 1919 году Наркомпрос России принял решение об открытии институтов народного образования вместо существующих учительских семинарий. Илья Николаевич сразу с головой ушёл в эту работу. С разрешения Курмышского УОНО и Симбирского ГУБОНО для будущего института добился у лесного ведомства и Атнарского лесничества выделения земельного участка в 15 гектаров для возведения зданий будущего института: учебного корпуса, общежитий для преподавателей и студентов, столовой, амбулатории, хозяйственных построек. Началось составление проектно-сметных документов.
В это время в 1920 году в жизни чувашского народа произошли значительные перемены: 24 июня была образована Чувашская автономная область, что вызвало создание многих органов управления и власти, административно-территориальные изменения: учреждения народного образования Курмышского уезда Симбирской губернии переданы органам просвещения Чувашской Автономной области. Многие органы управления, различные ведомства создавались заново. И в это время вопрос о создании на красночетайской земле педагогического института отпал.
Во время работы в Красных Четаях И. Н. Яштайкин поднял вопрос об открытии почты, вскоре был открыт почтовый пункт.
Кроме основной работы в семинарии Илья Николаевич был избран председателем правления волостного съезда учителей и председателем суда Чести при уездном съезде учителей.
В те далёкие от нас годы Яштайкин И. Н. в Курмышском уезде и Красных Четаях был нужным человеком не только в вверенной ему семинарии, он как от него требовало время, по совести выполнял самые разные общественные поручения. Встаёт вопрос: как оценивалась вышестоящими органами работа в Красночетайской учительской семинарии и её руководителя?
Ответом на него может служить следующий документ в фондах Ульяновского госархива:
«… В заключение сего чувашская секция не может не подчеркнуть высокое культурно-просветительное значение Красно-Четайских 3-годичных педагогических курсов с годичным педагогическим и годичным по подготовке инструкторов дошкольного воспитания курсами. Благодаря тому, что во главе этих курсов стоит человек с редкой энергией и неутомимой деятельности И. Н. Яштайкин, этим курсам можно предсказать блестящую будущность.» - Зав. Чувашской секцией А.Илларионов, Школьный инструктор Чувашского района Курмышского уезда И.Ильин. /Ульяновский госархив. Фонд 190, опись 1. дело 37, л. 77/

##### Чувашский областной отдел народного образования
В 1920 г. без прохождения кандидатского стажа И. Н. Яштайкин вступил в ряды РКП(б).
В 1920 году был образован Чувашский областной отдел народного образования. Перед руководством области возник вопрос, кого назначить во главе этого республиканского органа. Обсуждались разные кандидаты, и выбор пал на И. Н. Яштайкина. в августе он стал Заведующим областным отделом народного образования (по современному понятию Министром образования).
В начале 1920-х годов областному отделу народного образования следовало осуществить в жизнь самые разные вопросы, как ликвидация неграмотности взрослого населения, открытие многих новых школ, Чебоксарского рабфака, музыкальной школы, национального музея, организации различных курсов, дошкольных учреждений, издание учебной литературы, наглядных пособий, подготовка кадров…
В 1920—1921 г.г. Чувашская Автономная область оказалась в исключительно тяжёлых экономических условиях. В 1920 г. по продразвёрстке у населения насильственно собрано более 1 млн. 856 тыс. яиц, масла, живого скота, мёда… С начала 1921 года по кампании сбора семенного фонда опять в принудительном порядке были присланы воинские части, в области было расстреляно более 800 крестьян, более тысячи арестовано. Весь хлеб у народа подчистую изъят. Ожидался голод, природные условия лета 1921 года загубили, высушили хлебные поля. Среднее Поволжье. Нижний Урал, Крым, часть Украины (на этих территориях проживало 23 млн человек) оказались в положении страшного голода. Такого несчастного и трудного года в Чувашии в прошлом веке больше не было.
В Чувашской Автономной области в 1921 году была создана Чрезвычайная комиссия но спасению голодающих детей под руководством И. Н. Яштайкина. Он же был особо упономоченным деткомиссии ВЦИК и членом деткомиссии Моссовета. Для спасения детей от голодной смерти в области было организовано около 2000 столовых для 40000 детей. По уездам распределялась продовольственная помощь из-за рубежа и Москвы.
Была проделана огромная работа по эвакуации детей за пределы области. В 1921 году летом по Волге на пароходах, зимой по железной дороге со станции Шихраны было эвакуировало 3488 детей и 175 учителей, в 1922 году — 2267 детей. Всего за два года 5755 детей. Они были размещены в детских домах Москвы, Белоруссии, Украины, Ярославской, Курской, Харьковской областях, в Мордовии. Только в Москве чувашские деты были приняты 18 детдомами. Вся эвакуация была организована под руководством И. Н. Яштайкина. Он лично присутствовал при формировании некоторых железнодорожных составов, руководил и контролировал организацию всех работ.
Отдел Народного образования наладил работу по обеспечению проживающих на других территориях детей учебниками, газетами и иными печатными изданиями, как журналы «АНА», «Шурăмпуç». газета «Канаш». Правда, эта помощь была в незначительном количестве, но все же помогала детям поддерживать связь с родиной.
И. Н. Яштайкину по отдельным вопросам приходилось в Москве докладывать обстановку Ф. Э. Дзержинскому, добиваться возможной помощи для голодающего народа нашего края. В то трудное время он работал в тесном контакте с прибывшими из Москвы В. Н. Александровым — председателем Московского бюро помощи голодающим, с В. М. Смирновым, А.Давыдовой-Калининой, работавшими у нас по ленинскому мандату и со многими ответственными работниками партии и правительства.
Наряду с работой по преодолению голода Облотдел народного образования проделал значительную работу и по другим направлениям культурно-просветительной работы.

##### Чувашский практический институт народного образования в Симбирске и сельхозтехникум при институте
Чувашский обком РКП(б), Облисполком и Народный комиссариат просвещения РСФСР в марте 1922 г. предложили И. Н. Яштайкину ответственную работу — возглавить Чувашский практический институт народного образования в Симбирске и сельхозтехникум при институте, переданные в ведение исполкома Чувашской автономной области постановлением Советского правительства от 9 февраля 1922 года.
«В первые годы революции с наибольшей остротой ставился вопрос о расширении сети средних учебных заведений. В 1918 году по инициативе Чувашского отдела при Наркомнаце была открыта учительская семинария в Канаше, утвержден Чувашский сельскохозяйственный техникум в Симбирске, созданный на базе фермы Симбирской чувашской школы. На основе самой школы была открыта учительская семинария, позднее преобразованная в Чувашский учительский институт. Кстати сказать, первым его директором был И. Н. Яштайкнн, кажется, единственный из чуваш, ещё до революции окончивший Варшавский университет. Впоследствии он долгое время работал в ОКК-РКИ Чувашии», — так вспоминал о первых годах Советской власти в Чувашии один из первых организаторов Чувашской республики С. А. Коричев.
Председатель Чувашского облисполкома С. А. Коричев в 1922 г. так характеризовал И. Н. Яштайкина: «Яштайкин И. Н. имеет широкий кругозор, преданность коммунистической идее, безупречная четкость, глубокое понимание задач советской трудовой школы, железная воля в сочетании с выдающимися административными способностями, — вот те причины, благодаря которым культурно-политическое просвещение трудовых чувашских масс, возглавляемое Яштайкиным, пустило глубокие корни и быстро развивалось».
Чувашский институт народного образования был открыт 1 сентября 1920 года на базе Симбирской учительской семинарии. До И. Н. Яштайкина его ректорами были А. И. Яковлев, с ноября 1921 г. — И. К. Васильков.
После революции 1917 г., гражданской войны, с переходом Симбирска в руки белочехов, белой и красной армий, институт находился в тяжёлом положении. В 1922 г.
Симирск голодал, фунт хлеба стоил от 17 до 22 тысяч рублей, свирепствовал тиф и другие болезни, школы и больницы почти не отапливались.
И. Н. Яштайкин прибыл 8 марта 1922 года.
«Сам Яштайкин произвел на меня впечатление серьезного человека… Однако приезд Яштайкина и ещё кого-то заставил верхи Чувино встревожиться. Новоприезжие, по-видимому, искренне заинтересованы в насаждении новых порядков», — отметил в своих записях заведующий музеем А. В. Жиркевич. / «Лик Чувашии» № 5-6. 1996 г., с. 127—128/
На территории бывшей школы И. Я. Яковлева к этому времени из 4 двухэтажных зданий только одно уцелело, а в 3 зданиях окон, дверей и мебели совсем не было, в нижнем корпусе был разобран и растащен пол. Изгородь вокруг территории растащена, и здесь свободно ходил скот, стволы фруктовых деревьев были обглоданы козами. Крыша зданий в непригодном состоянии. Ни одного класса, годного для нормальных занятий не было. Во время занятий слушатели рассаживались на кроватях в спальнях, даже столов и кафедр для преподавателей не было. Из-за отсутствия дров помещения не отапливались, столовая не работала. 80 га земельного участка при институте не обрабатывались. На ферме осталось 20 коров и 3 старые лошади, сельхозинвентарь расхищен. «В Чувино нет материальных книг по хозяйству, а отчетность так запущена, что сам черт в ней ногу сломит. Пропали и кое-какие дела», — отмечено в записях А. В. Жиркевича. Педперсонал раскололся на враждующие группировки, многие студенты из-за голода разъехались по домам.
Возможно ли создать на этой базе нормально функционирующее учебное заведение? Чувашский облисполком и вновь назначенный ректор Чувприно И. Н. Яштайкнн со всей ответственностью взялись за это трудное дело.
Было открыто финансирование ремонтных работ. Институту выделили 10 тыс. пудов ржи, вскоре по Волге прибыл плот из 500 сосновых брёвен для распиловки на доски и брусья, выделено и получено необходимое количество топлива, начались плотничные и кровельные работы, были отремонтированы печи, часть из них сложена заново. Заработала столярная мастерская по изготовлению мебели. Кабинеты были приведены не в идеальное, но годное для занятий состояние. Территорию огородили новым забором, между зданиями проложили тротуары. Осенью в саду выкорчевали погибшие фруктовые деревья, посадили новые, с обработанных земельных участков в первый же год получили овощи для столовой. Восстановили музей. Улучшенные условия для занятий и проживания в общежитиях позволили значительно увеличить численность студентов и преподавателей. Студенты обеспечивались общественным питанием в столовой института. Летом заготовили достаточное количество сена, поэтому стадо крупного рогатого скота довели до 80 голов, купили 13 лошадей, приобрели новые сельхозинструменты. отремонтировали и построили новые сараи для содержания скота. Для занятий физической культурой оборудовали гимнастический городок.
Институт ожил, и многие горожане с охотой шли сюда на работу. Не хозяйственная, а учебная работа — главная часть труда его директора. Комплектование кадрами преподавателей, строгое выполнение учебных планов, качество лекционных, семинарских занятий и практических работ. И эта работа отнимала время Ильи Николаевича.
Коллектив института принимал активное участие в общественно-политической жизни города, он шефствовал над воинской частью. В 1923 и 1924 годах Чувино советскими и партийными органами Симбирска ставился в пример другим учебным заведениям города. Работа института проверялась авторитетными комиссиями Облисполкома и обкома РКП(б), Губисполкома. Всеми ими выносились заключения, одобряющие учебно-воспитательную работу института и его директора И. Н. Яштайкина.

##### Работа в аппарате Советских органов Чувашской автономной области
27 октября 1923 года он был переведён из Симбирска на работу в аппарат Советских органов Чувашской автономной области в г. Чебоксары.
В декабре 1924 года после восстановления Чувино И. Н. Яштайкин переведён на должность Управляющего рабоче-крестьянской инспекции (РКИ), а с образованием Чувашской Автономной республики 21 апреля 1925 г. назначен заместителем наркома РКИ.
Илья Николаевич работал в сфере создания госаппарата автономной республики и внедрения в её работу требований и указаний центральных органов СССР. Он занят контрольно-инспекторской работой, многие вопросы приходилось решать на многочисленных встречах с трудящимися массами.
В 1927 г. его назначили управляющим делами СНК и ЦИК ЧАССР. Он хорошо узнал функции центральных учреждений власти, правительства, наркоматов. С началом районирования в республике он был назначен председателем комиссии по созданию Чебоксарского района. Его избрали Первым председателем Чебоксарского райисполкома.
Кроме основной работы Илье Николаевичу в эти годы приходилось выполнять многие вспомогательные и общественные работы в разных учреждениях государственного и партийного управления, как член Госплана и Чебоксарского госсовета. В течение 5 лет был членом и председателем ревкомиссии Чувашсоюза, председателем ревкомиссии Чебоксарского горрайкома ВКП(б) двух созывов, председателем ревкомиссии Осовиахима ЧАССР, членом и председателем ревкомиссии Обкома ВКП(б) 2 созывов, общественным обвинителем Чувашревтрибунала, а позже — главсуда. В Чувашском рабфаке и совпартшколе преподавал политэкономию, был ответственным секретарём парторганизации СНК-ЦИК ЧАССР, постоянным лектором-докладчиком Чебоксарского горрайкома ВКП(б), с 1920 по 1924 год — членом или кандидатом Облисполкома, с 1925 по 1930 год — членом ЧИК ЧАССР.
В такой напряжённой и ненормированной работе в конце 1928 г. И. Н. Яштайкин заболел, и на лечение его направили в Казань, в конце января 1929 г. он вернулся к работе.

##### Президиум ЦИК РФ (г. Москва)
Он даже не предполагал, что его ждёт другая работа, в марте 1929 г. сессия ЦИК ЧАССР его назначила заместителем представителя ЧАССР при Президиуме ЦИК РФ в городе Москва. Для него было много нового в этой работе, ознакомился с работой центральных учреждений РФ. Одновременно учился на лекциях, семинарах, консультациях по социалистическому строительству. По заданию ВЦИК с ответственными поручениями выезжал в разные области и республики, отчитывался на заседаниях ЦИК. В 1932 г. Его направили руководителем бригады, изучавшей состояние коллективизации в Удмуртской АССР. Коммунисты Президиума ЦИК его избрали секретарём парторганизации.
Следующие 4 года — работа в Секретариате Президиума ВЦИК в должности Ученого секретаря (под руководством М. И. Калинина), с 1935 по 1938 год — инструктором Президиума ВЦИК. Частью его работы было редактирование с точки зрения законности, политической выдержанности правительственных документов, учёт и контроль выполнения постановлений ВЦИК и его сессий как федеральными, так и местными органами власти, составление сводок, документов для разных наркоматов и правительства.
Другое направление деятельности И. Н. Яштайкина — координация работы институтов советского строительства, то есть юридических институтов. Таких институтов в стране было 6: Московский, Ленинградский. Казанский. Саратовский, Алма-Атинский и Свердловский. Соответствие учебных планов и программ по изучаемым предметам требованиям времени, кадровые вопросы, научная работа, связь теории и практики с задачами социалистического строительства, качество преподавания, работа аспирантуры, обеспечение литературой, экзаменационные сессии и другие направления работы вузов. Частые командировки в эти институты, плановые обследования их работы, заслушивание отчётов директоров на заседаниях Президиумов ВЦИК.
В 1937 г. И. Н. Яштайкин был директором Саратовского института советского строительства. Сохранилась выпускная фотография, где запечатлены 50 выпускников во
главе с директором И. Н. Яштайкиным, профессорами А. И. Галли и А.Флогай и доцентами Алимбек и И. В. Павловым.
8 лет работы во ВЦИКс под руководством М. И. Калинина — большая жизненная школа для Ильи Николаевича.
По партийной линии ему было доверено руководство бригадой по политмассовой работе на заводе «Красный пролетарий» в г. Москва, 3 года — ответственным секретарём партгруппы Секретариата Президиума ВЦИК и 2 года преподавал русский язык на курсах ВЦИК.

### Работа в школе
После закрытия высших курсов в конце 1938 г. Илья Николаевич с 1 января 1938 г. До конца учебного года в 1941 году работал учителем русского языка и литературы в школе № 610 г. Москвы, одновременно руководил занятиями по изучению краткого курса истории ВКП(б), был избран председателем месткома. В школе организовал военный кабинет. В характеристике, выданной дирекцией школы отмечено его чрезвычайно добросовестное отношение к работе. Как классный руководитель организовывал культпоходы и выходы в театры, кино и музеи, посещал родителей, был председателем месткома и руководителем лекторской группы.

##### Военные годы
Когда началась Великая Отечественная война, летом 1941 года Илья Николаевич записался в ряды ополчения, но его как человека преклонного возраста исключили из списка. Неожиданно в его семью пришла беда — тяжело заболел сын Борис, младший лейтенант, студент 3-го курса пединститута. С началом эвакуации Илья Николаевич вернулся в своё родное село Шумшеваши Красночетайского района. В сентябре 1941 г. приступил к работе завуча Красночетайской средней школы, со 2 сентября 1942 года — директором этой же школы, в сентябре 1943 г. — заведующим Красночетайским РОНО, в связи с ухудшением здоровья как инвалид 2-й группы с сентября 1944 г. по август 1946 г. работал учителем русского языка Красночетайской школы.
24 ноября 1944 г. в одной из больниц Казани умер сын Ильи Николаевича Борис. Смерть сына отразилась на отцовском сердце. Надо выдержать, не он один, сколько похоронок с войны получают односельчане. «Чем возможно, нужно помогать фронту, только в работе, только в трудовом коллективе с народом идти к нашей победе». — так представлял о своём предназначении тогда старый учитель.
Указом Президиума Верховного Совета ЧАССР от 25 июня 1944 г. Яштайкину Илье Николаевичу присвоено звание Заслуженного Учителя Чувашской АССР.
За большой вклад в сбор средств для строительства танковой колонны Илья Николаевич получил благодарственное письмо И. В. Сталина.
За большой трудовой вклад в дело Победы И. Н. Яштайкин был занесён в республиканскую Доску Почёта, ему была объявлена благодарность Наркомпроса ЧАССР.

##### Ядринское педагогическое училище
С 1 сентября 1946 г. И. Н. Яштайкин работал учителем русского языка и литературы в Ядринском педагогическом училище. Учившиеся в те годы выпускники вспоминают его как требовательного к себе и учащимся педагога, заботливого учителя и наставника. К нему многие обращались за советом и помощью, поддерживали с ним связь и после окончания училища.
Из письма его бывших учащихся библиотечного отделения педучилища (это отделение было переведено в Цивильск): «… Хорошо успеваем по русскому языку и литературе, очень благодарим Вас за те знания, которые Вы нам дали. Очень часто вспоминаем Вас, как Вы понятно объясняли материал. При подготовке к госэкзаменам очень много помогают Ваши конспекты и схемы. Спасибо Вам, Илья Николаевич, за те знания, которые Вы нам дали и за заботу о нас. Постараемся учиться ещё лучше… До свидания. Ждем с нетерпением письма от Вас. Студенты 3 курса Цивильского библиотечного техникума Зуев Владимир и Ефимов Леонид. 28 ноября 1948 г..»
Во время работы в Ядрине Илья Николаевич работал над учебником русского языка для 7-го класса чувашских школ. Эта работа требовала экспериментов, подбора материала для упражнений, доступного теоретического объяснения программного материала. Ему приходилось советоваться со многими учителями, проверять на уроках методику прохождения тех или иных тем. Этот учебник был выпущен в 1949 году, в течение многих лет им пользовались учителя русского языка школ нашей республики.

##### Канашский учительский институт
Яштайкина И. Н. как педагога, имеющего склонность к научной работе в области филологии и как одного из авторов учебника русского языка с 1 сентября 1949 г, перевели на работу в Канашский учительский институт заведующим кафедрой русского языка и литературы. Здесь он вёл курсы языкознания и современного русского литературного языка. В характеристике отмечено, что он лекции проводил содержательно, на высоком научном и идейно-теоретическом уровне и, что он оказывает повседневную помощь молодым преподавателям кафедры. Илья Николаевич во всех мероприятиях института принимал активное участие, с сентября 1951 г. был членом партбюро и заместителем секретаря парторганизации.
В своей работе он много внимания уделял вопросам методики преподавания русского языка в чувашских школах, в 1950 году на Республиканских педчтениях выступил с докладом «О едином орфографическом режиме». На следующее педчтение представил доклад «Опыт улучшения преподавания русского языка в чувашских школах». На республиканской выставке Министерства просвещения продемонстрировал наглядные пособия и учебные таблицы по русскому языку, которые были одобрены институтом усовершенствования учителей и учителями республики. Его доклады и сообщения были опубликованы в печати.
Парторг отделения языка и литературы _Иванов 4 мая 1952 г. так охарактеризовал преподавателя И. Н. Яштайкина: «С первых дней учёбы студенты нашего отделения признали в нём справедливого, требовательного и хорошо знающего свою специальность преподавателя. Проводимые им занятия и лекции доходчивы и понятны студентам. Со слабоуспевающими студентами тов. Яштайкин проводит дополнительные занятия и индивидуальные консультации. Многие студенты пополняют свой кругозор в руководимом им лингвистическом кружке. Его занятия проводятся регулярно. Товарищ Яштайкин всегда требователен к студентам в точности и ясности ответов… Он добивается того, чтобы каждый студент по окончании института был высококультурным и грамотным учителем Советской школы. Как коммунист и старший товарищ он всегда готов оказать помощь окружающим делом и советом.»
Научные интересы связывали И. Н. Яштайкина с институтом языкознания Академии наук СССР, его директором В. В. Виноградовым и крупным языковедом _Аванесовым. Он поддерживал связь с выпускниками института, к нему обращались за помощью и советом, благодарили за отеческую заботу в студенческие годы.
Из письма учителя Штанашской средней школы Ильи Федоровича Никитина: «В преподавании русского языка во многом помогают Ваши лекции. Для меня они являются незаменимым материалом в повседневной работе. Для первых же уроков нашел много ценного в Ваших лекциях: „Значение русского языка“, „Словарное богатство русского литературного языка“, „Разбор предложений по частям речи“ и т. д. Большое спасибо, Илья Николаевич, за Ваши ценные советы и указания, крепкого Вам здоровья.15 сентября 1951 г.»

### Последние годы жизни
Последующие два учебных года И. Н. Яштайкин проработал в Ядринском педагогическом училище. «Тогда мне не выдалась честь быть его учеником, мои товарищи из других групп, где вёл занятия Илья Николаевич, всегда о нём отзывались хорошо, старательно готовились к урокам русского языка. Они отзывались о нём как справедливом и требовательном педагоге» (из воспоминаний П. А. Григорьева).
В августе 1955 года ему исполнилось 73 года, позади более 40 лет неустанной работы на службе народу, он решил выйти на пенсию. Ему была назначена персональная пенсия, 15 августа 1955 г. он оставил работу.
В том же месяце его дочери Татьяне пришлось прооперироваться в ядринской больнице у известного xирургa Б. П. Яковлева. После операции почему-то плохо заживались швы, Илья Николаевич с женой заботливо ухаживали за ней. Когда Татьяна поправилась, в сопровождении матери выехала в г. Баку, где она работала инженером-геологом.
Живя на пенсии, Илья Николаевич часто приходил в педучилище к преподавателям, в столовую, иногда беседовал с учащимися, учившимися в его группе. Ходил он умеренным шагом с выправкой военного, всегда одевался опрятно, носил каракулевую папаху, хромовые сапоги всегда были вычищены идеально.
Сказывались годы неутомимого труда, силы уже не те, слали проявляться недуги, то головные боли, то ревматизм суставов, какие-то непорядки с сердцем… Илья Николаевич посчитал, что неудобно продолжать работу в его теперешнем состоянии, как говорят, артисту надо уметь вовремя выйти на сцену и вовремя с неё уйти. Он подал заявление об освобождении от работы, и в ответ на него появился ПРИКАЗ Министра культуры ЧАССР К°89-К от 29 апреля 1957 г.
Илья Николаевич Яштайкин умер 29 ноября 1966 г. в г. Переделкино в интернате для старых коммунистов, похоронен с правительственными почестями на Чебоксарском кладбище по улице Б.Хмельницкого.
По статье Григорьева Петра Афанасьевича (4 июля 1937 — 28 июня 2008), Ядрин. район ЧР — краеведа, учителя, работника народного образования
Часть архивных данных предоставил племянник И. Н. Яштайкина — Немешкин Владимир Иванович (18.09.1932 г.р.), с. Красные Четаи ЧР

## Гусли

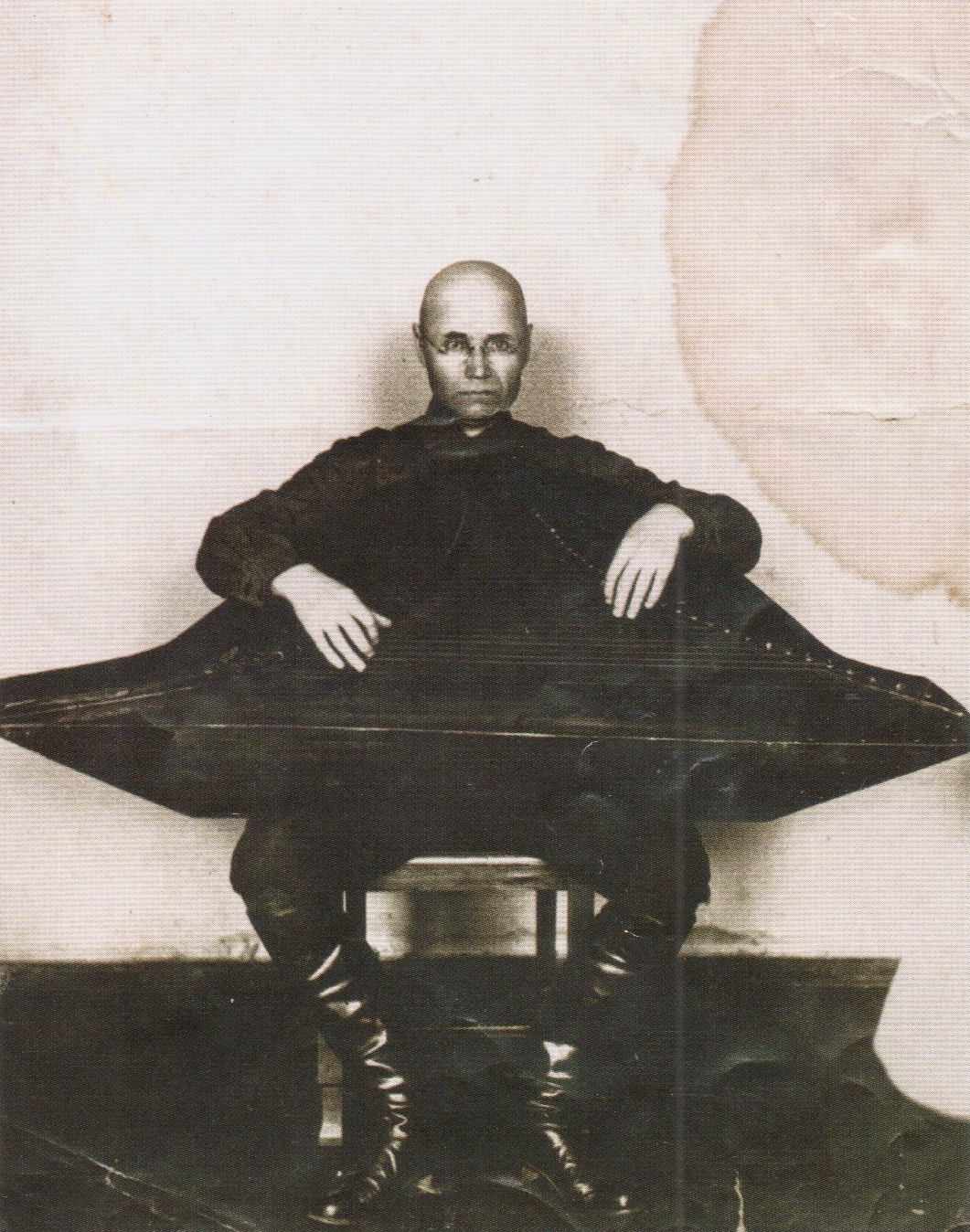
Илья Николаевич с гуслями

В минуты одиночества Илья Николаевич брал со шкафа свои любимые гусли, садился перед окном, глядя на спускающееся за горизонт солнце, вспоминал прошлое и спрашивал сам себя, все ли сделал, что от меня зависело в этой жизни. Медленно перебирал струны своими гибкими пальцами, и комната наполнялась грустным напевом песни предков «Уй варринче лаштра юман…» (Среди поля старый дуб…). Вспоминалось далёкое детство, отец, рано ушедший из жизни, мать, готовившая его в дальнюю дорогу жизни, братья и сестры, соседи, друзья и преподаватели Варшавскою университета, отдельные эпизоды прошлых лет.
Ещё в конце XIX века Илья Николаевич во время учёбы в Пандиковской школе впервые услышал игру сельского гусляра, однажды с разрешения хозяина робко притронулся к струнам волшебного инструмента, в его душе зародилось желание научиться играть на нём. Старик научил его играть простенькие песенки, как мог, показал как надо находить аккомпанемент к играемой мелодии. Это были первые шаги в музыке. В те же школьные годы в руках священника пандиковской церкви он увидел скрипку и восторгался её чарующими звуками. В годы учёбы в гимназии и духовной семинарии он учился игре на скрипке. Любовь к гуслям в нём не угасала. Чувашские гусли он взял с собой в Варшаву, выступал на концертах в университет и на других сценах, даже своего сокурсника-литовца научил играть на них.
Одному из основоположников чувашской профессиональной музыки Ф. П. Павлову выпала честь слушать игру на гуслях И. Н. Яштайкина.
Из воспоминаний Ф. П. Павлова: «Чувашский народ любит музыку, исполняемую на гуслях. Она занимает значительное место в его культуре. Даже самые строгие критики восторгаются гуслями. И среди чуваш есть умеющий виртуозно, артистично, на высоком уровне играть на гуслях, как Илья Николаевич Яштайкин. Будучи студентом, на больших столичных концертах удивлял слушателей мастерством игры на гуслях.» Собрание сочинений. Чувашгиз. с. 432—433 (перевод автора статьи)
Внутренний голос подсказал Илье Николаевичу: «Ты должен научить музыкантов играть на гуслях». А хватит ли сил? Пока бьётся сердце, надо действовать.
В октябре 1955 г. он договорился в Чувашрадио о записи его игры на гуслях. Получив согласие, со своим инструментом гуслями поехал из Ядрина в Чебоксары. В радиокомитете записали более 30 произведений в его исполнении для Золотого фонда Чувашрадио. Когда ему за работу предложили получить гонорар, Илья Николаевич ответил: «Я откликнулся не ради гонорара, а с полным сознанием долга перед своим народом помочь в деле возобновления излюбленной народом музыки в исполнении на гуслях.» Так он отказался от причитавшегося ему гонорара.
Вскоре в Чебоксарском музучилище для учащихся разных курсов были введены занятия игры на гуслях. И. Н. Яштайкину определена педнагрузка — 18 часов в неделю. Не сидится спокойно старику, много ли ему осталось жить, надо успеть передать новому поколению то прекрасное, что теплилось в его душе от предков. Он опять с людьми, надо готовиться к каждому занятию, что-то надо согласовать с директором училища Л. П. Рожновским, договариваться с музыкальным мастером М. Ф. Филипповым, быть на приёме у С. М. Ислюкова и _Ахазова по вопросам народной музыки. В то время Илья Николаевич работал над школой игры на гуслях.
В конце 1956 года, в течение 1957 года в программах Чувашрадио неоднократно были передачи игры гусляров как самого И. Н. Яштайкина, так и ансамбля гусляров под его руководством.
Подготовленная в эти годы рукопись игры на чувашских гуслях была у композитора Ф. М. Лукина. Он дал положительный отзыв о данной работе и передал в Чувашский научно-исследовательский институт.

## Приказ министра культуры ЧАССР К°89-К от 29 апреля 1957 г
Тов. Яштайкин И. Н. принял активное участие в открытии специального класса чувашских гуслей в Чебоксарском музыкальном училище им Ф. П. Павлова, с большим старанием обучал учащихся мастерству игры на гуслях. В целях пропаганды чувашских гуслей он часто выступал с концертами по радио.
Приказываю:
1. Тов. Яштайкина И. Н. за активную работу по обучению учащихся Чебоксарского музыкального училища им. Ф. П. Павлова игре на гуслях и его выступления по радио наградить Почётной грамотой Министерства культуры Чувашской АССР.
2. Учитывая необходимость длительного лечения, удовлетворить просьбу тов. Яштайкина И. Н. об освобождении с 20 апреля сего года от обязанностей преподавателя музыкального училища.
Министр культуры П.Капитонов